# Megastigmus pseudomali
Megastigmus pseudomali is een vliesvleugelig insect uit de familie Torymidae. De wetenschappelijke naam is voor het eerst geldig gepubliceerd in 1995 door Xu & He.